# Wimille (Automobilhersteller)
J.-P. Wimille war ein französischer Hersteller von Automobilen.

## Unternehmensgeschichte
Der Rennfahrer Jean-Pierre Wimille gründete 1946 in Paris das Unternehmen zur Produktion von Automobilen. Der Markenname lautete Wimille. 1948 stand ein Fahrzeug auf dem Pariser Automobilsalon. Nach Wimilles Tod im Jahre 1949 wurden nur noch wenige Exemplare hergestellt. 1950 endete die Produktion. Insgesamt entstanden etwa acht Fahrzeuge.

## Fahrzeuge
Das Unternehmen stellte zweisitzige, geschlossene Sportwagen mit Mittelmotor her, da Wimille vom Mittelmotorkonzept begeistert war. Der Prototyp von 1946 hatte einen Vierzylindermotor vom Citroën 11 CV mit 1911 cm³ Hubraum und 54 PS. Mit diesem Motor war die Höchstgeschwindigkeit mit 150 km/h angegeben.
Später unterstützte Ford das Projekt, sodass ein V8-Motor vom Ford Vedette mit 2158 cm³ Hubraum und 60 bis 66 PS verwendet wurde.

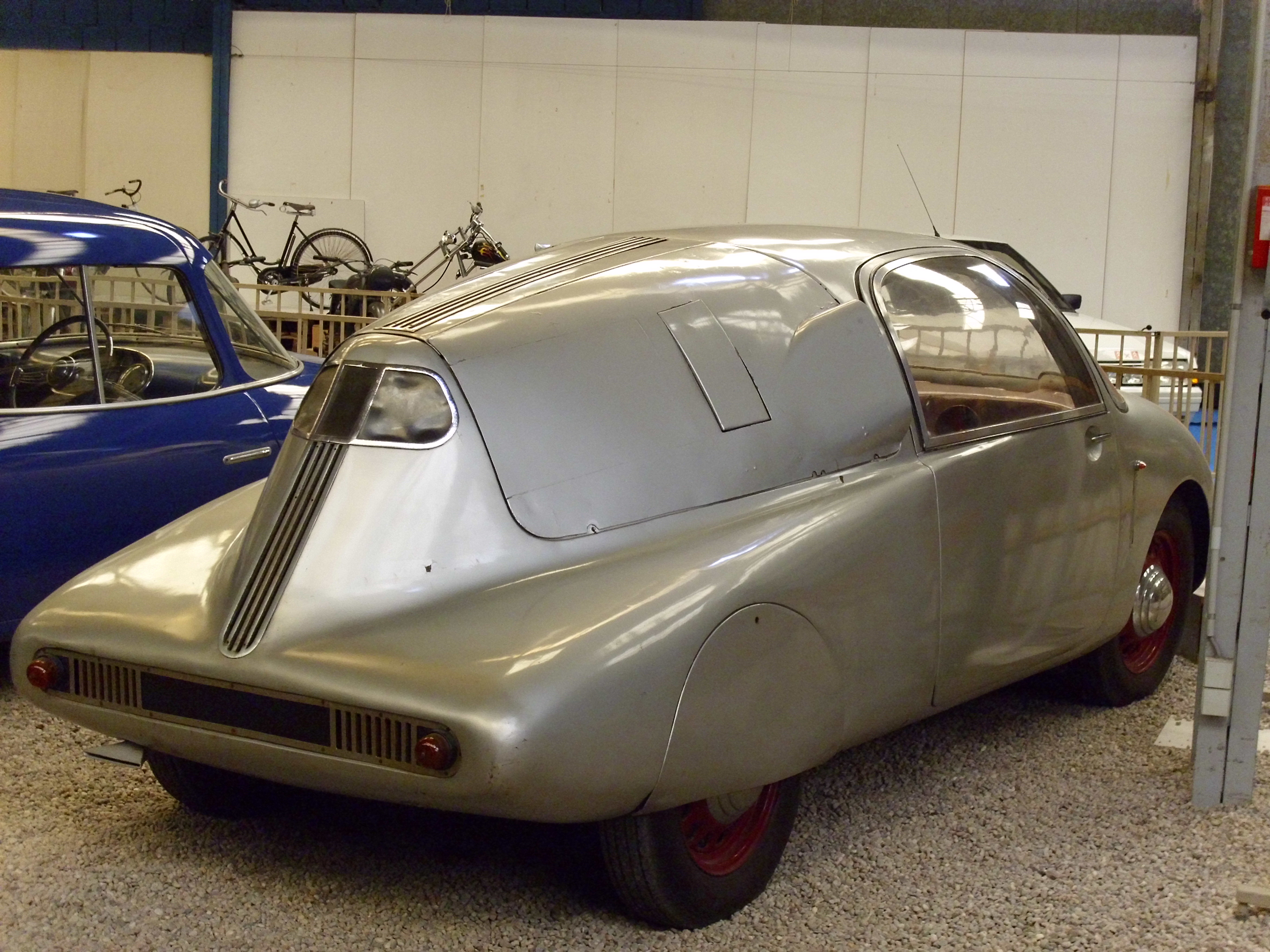
Wimille von 1946
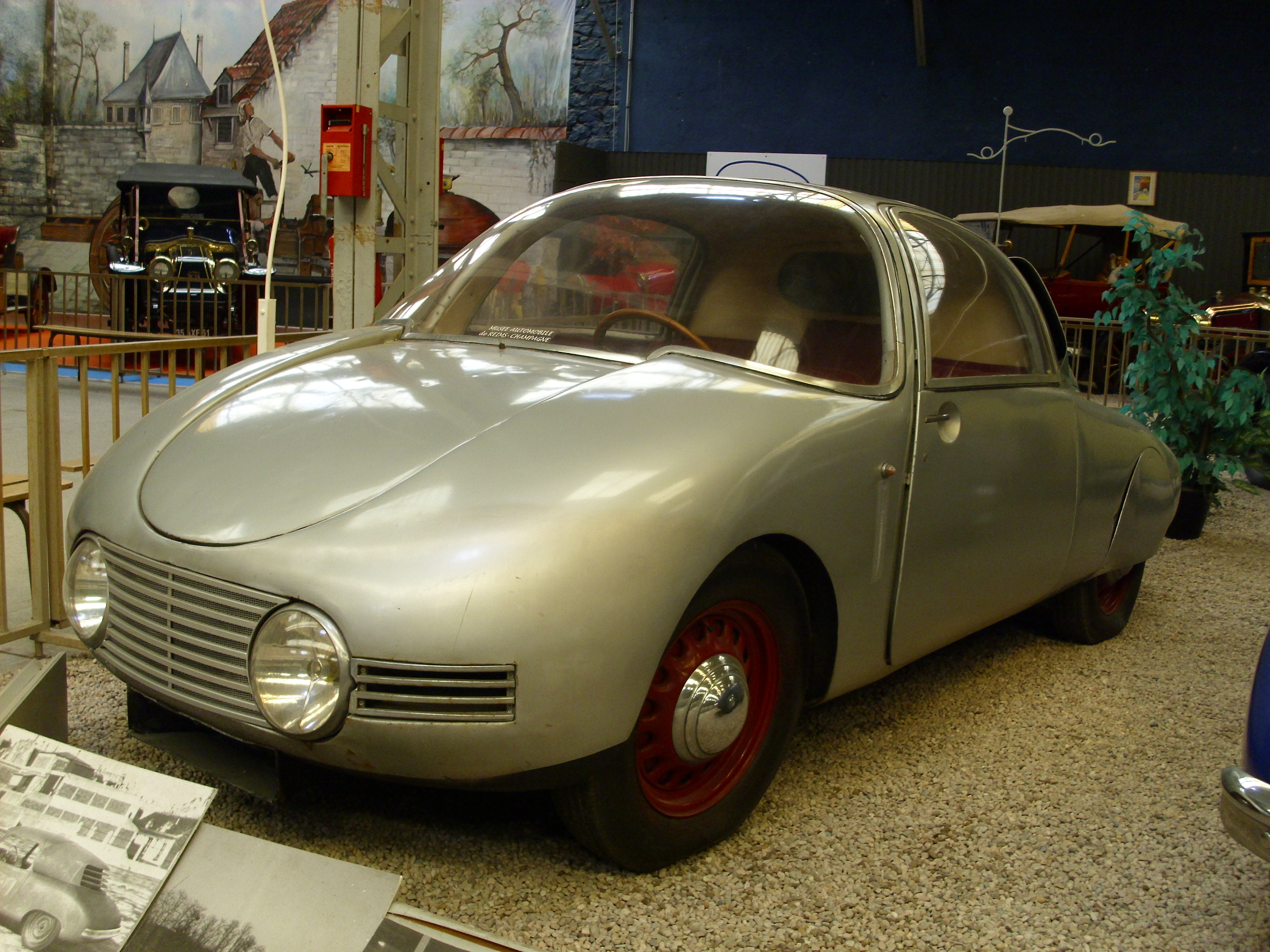
Wimille von 1946
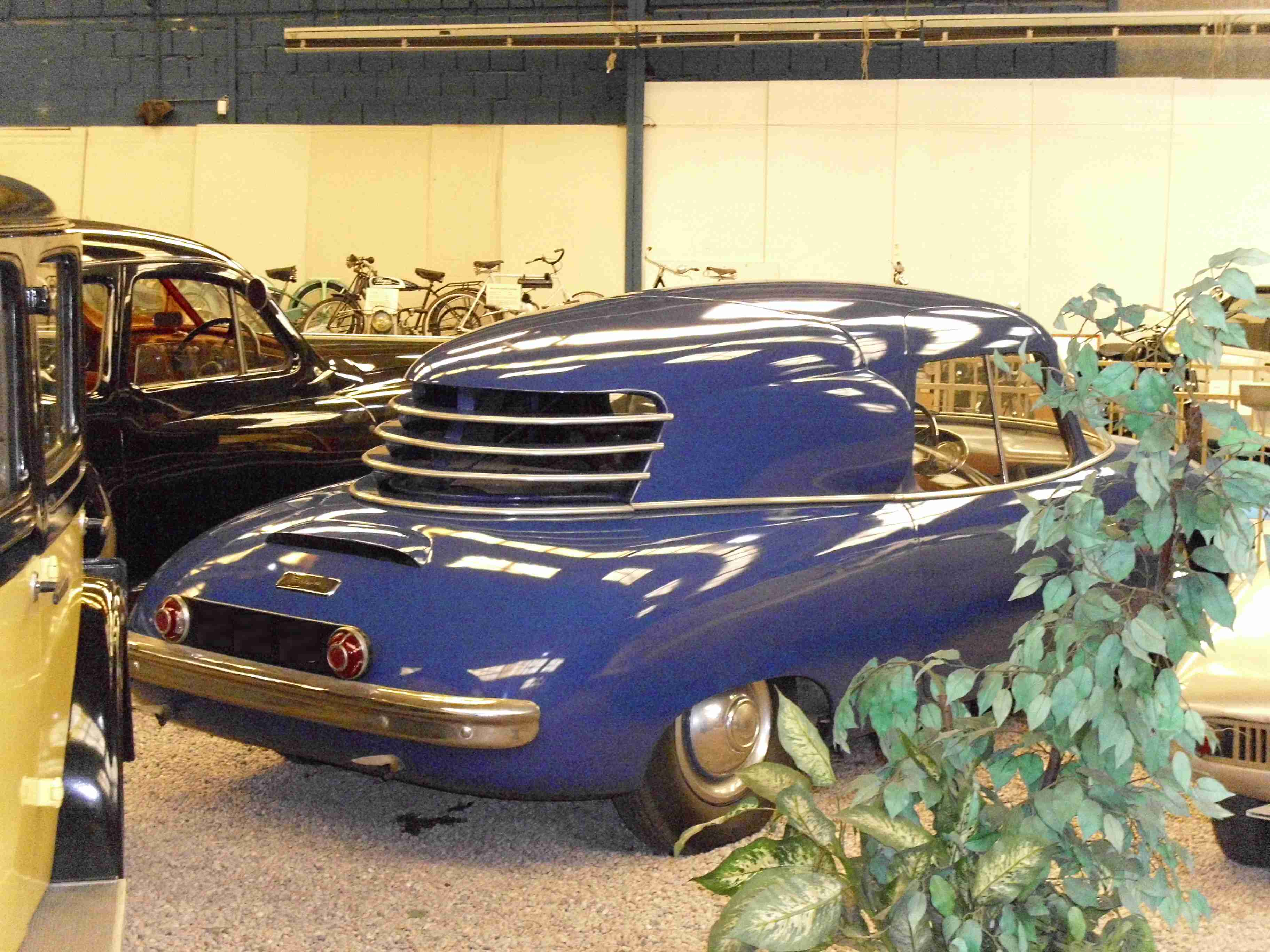
Wimille von 1947
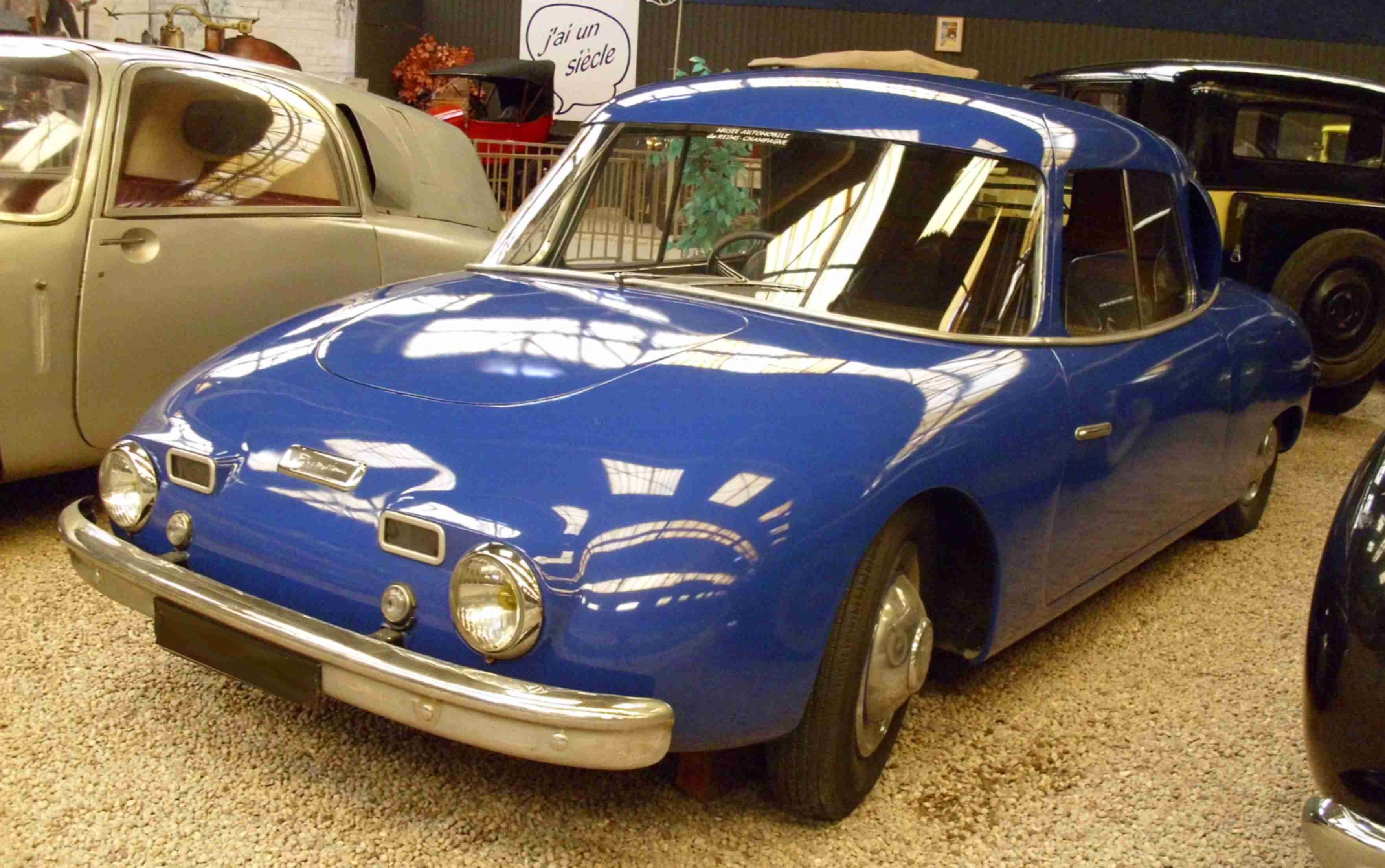
Wimille von 1947
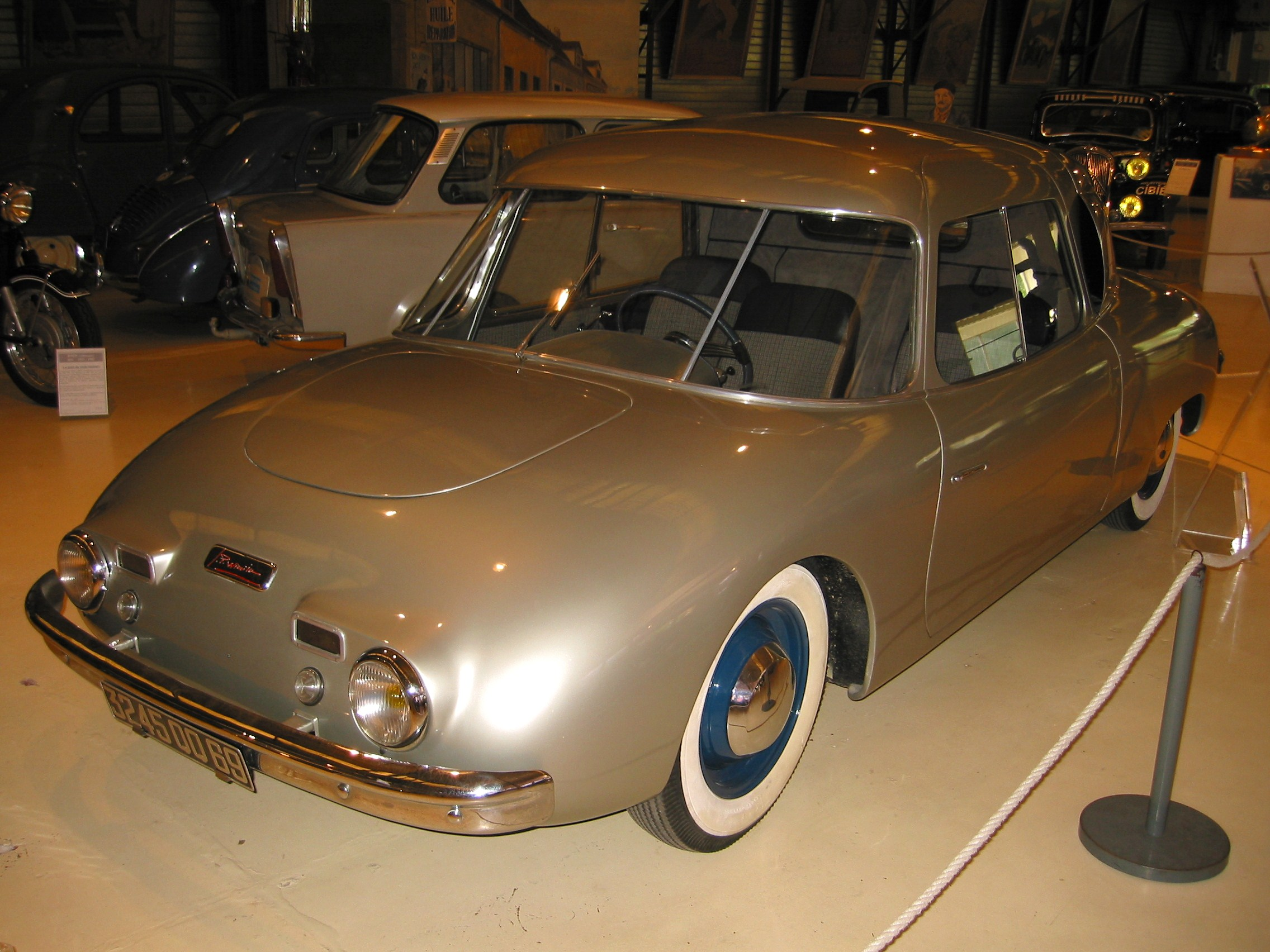
Wimille von 1948